# Дукля
 Тази статия е за средновековната държава.  За античния град вижте Доклеа.  
Дукля (на сръбски: Дукља) е държава на Балканите, съществувала от около 990 до 1252 година.
Тя води началото си от едно от зависимите от Източната Римска империя княжества, формирани в края на X век след разгрома на Сръбското княжество на Властимировичите, което се утвърждава при княз Иван Владимир. Дукля достига най-голямо разширение при Константин Бодин, който завладява и части от Босна и Рашка. През следващите десетилетия Дукля запада и в края на XII век е разделена между Рашка и Босна.
През следващите столетия ядрото на Дукля започва да се нарича Зета и отново получава политическа самостоятелност през XIV-XVI век.

## Владетели
1. Петрислав
2. Иван Владимир
3. Стефан Войслав[5][6]
4. Михаил I Войслав[7][8]
5. Константин Бодин
6. Михаил II и Доброслав
7. Кочапар
8. Владимир
9. Георги /първи път/
10. Грубеш
11. Георги /втори път/
12. Градин
13. Радослав
14. Михаил III